# The Strength of Donald McKenzie
The Strength of Donald McKenzie er en amerikansk stumfilm fra 1916 af William Russell og Jack Prescott.

## Medvirkende
- William Russell som Donald McKenzie.
- Charlotte Burton som Mabel Condon.
- Harry Keenan som Maynard Randall.
- George Ahearn som John Condon.
- Jack Prescott som Pierre.